# John Todd Zimmer
John Todd Zimmer (Bridgeport (Ohio), 28 februari 1889 - White Plains (New York), 6 januari 1957) was een Amerikaanse ornitholoog.

## Biografie
Zimmer studeerde aan de Universiteit van Nebraska-Lincoln. Hij was biologisch breed geïnteresseerd, zowel in ornithologie, entomologie als gewervelde dieren in het algemeen. In 1913 kreeg hij een baan op de Filipijnen (toen een Amerikaanse kolonie) als landbouwkundig adviseur op het gebied van gewasbestrijding. Daarna was hij werkzaam in Nieuw-Guinea (Territorium Papoea) in Port-Moresby in een vergelijkbare functie. In 1917 woonde hij daar nog samen met zijn echtgenote en een kind.
Kort na 1917 keerden het paar terug naar de Verenigde Staten, waar John een aanstelling kreeg bij het Field Museum of Natural History in Chicago. Hij werkte daar aan de Catalogue of the Edward E. Ayer Ornithological Library en nam deel aan expedities naar Afrika en Peru.
In 1930 haalde Frank Chapman hem naar New York waar hij assistent-conservator van de afdeling vogels werd van het American Museum of Natural History. Daar bleef hij de rest van zijn leven. Hij maakte systematische revisies van taxa van vogelsoorten uit Peru. Later combineerde hij dit werk met studies aan de vogelfamilie tyrannidae (die toen nog vliegenvangers van de Nieuwe Wereld werden genoemd omdat ze sterk leken op de vliegenvangers van de Oude Wereld).
Op de IOC World Bird List staat 36 vogelsoorten die door hem zijn beschreven, waaronder marcapatastekelstaart (Cranioleuca marcapatae),  rondoniaorpheusmierkruiper (Hypocnemis ochrogyna) en de bruinrugtodietiran (Hemitriccus kaempferi). Als eerbetoon is Zimmers tapaculo (Scytalopus zimmeri) naar hem vernoemd.
Verder was hij tussen 1942 en 1948 redacteur van The Auk, het orgaan van de American Ornithologists' Union. Hij was dan ook Fellow van de AOU.
The Auk vermeldt ongeveer 25 publicaties over vogels van zijn hand, of waar hij als coauteur wordt genoemd.
- Biblioteca Nacional de España: XX4440761
- Bibliothèque nationale de France: cb10461140v (data)
- Gemeinsame Normdatei: 1029227322
- International Standard Name Identifier: 0000 0000 3940 9779
- Library of Congress Control Number: no92016596
- Nederlandse Thesaurus van Auteursnamen: 14882255X
- Réseau des bibliothèques de Suisse occidentale: 02-A004000110
- SNAC: w64c8pdj
- Système universitaire de documentation: 168570394
- Virtual International Authority File: 70957104
- WorldCat: E39PBJpDVfTrbBw44c3GTwtqcP